# Эрвье, Рауль-Юрий Георгиевич
Рау́ль-Ю́рий Гео́ргиевич Эрвье́ (16 апреля 1909, Тифлис — 8 августа 1991, Москва) — советский геолог, начальник Главного Тюменского производственного геологического управления («Главтюменьгеология»), руководитель и организатор широкомасштабных геологоразведочных работ, привёдших к открытию крупнейших нефтяных и газовых месторождений в Западной Сибири. Первооткрыватель нефтяных и газовых месторождений, патриарх Тюменской геологоразведки. Герой Социалистического Труда. Лауреат Ленинской премии.

## Происхождение
Дед — француз Жан Франциск (Иван Иванович) Эрвье, прибыл в Россию со своей женой Анной Марией (Анной Петровной) в 1850 году. В Тифлисе стал купцом 1-й гильдии, в 1886 году принял российское подданство. Был гласным городского земского собрания, во время поездки Александра II на Кавказ представлен императору. Награждён российским орденом св. Станислава III степени и персидским орденом Льва и Солнца III степени.
Отец — Георгий Иванович Эрвье, его восприемником был генерал от кавалерии, князь Иван Гивич Амилахори.

## Биография
Рауль-Юрий родился в Тифлисе 16 апреля 1909 года. Помимо него, в семье было ещё четверо детей. В родном городе окончил школу. В 1923 году начал трудовую деятельность, работал учеником, помощником мастера мыловаренного завода в городе Тбилиси.
В 1929 году завербовался в Мелитопольскую газовую партию. С этого времени и до конца жизни был связан с геологией. С 16 августа 1930 года по 8 января 1931 года работал старшим буровым мастером в Криворожской буроугольной партии, затем перевёлся в Зиновьевскую буроугольную партию. В 1933 году окончил с отличием Высшие инженерные курсы геологоразведчиков в Киеве. После окончания курсов с 1930 по 1941 годы работал в различных геологических партиях на Украине.
Участник Великой Отечественной войны с августа 1941 года. Служил в сапёрных частях, был командиром отдельного отряда глубокого бурения сапёрного батальона. Участвовал в обороне и освобождении Северного Кавказа и Украины. Демобилизован в декабре 1944 года в звании инженер-майора.
С 1945 до 1952 годы работал начальником Южно-Молдавской нефтеразведки треста «Молдавнефтегеология».
В августе 1952 года главком Министерства геологии СССР направлен на работу в Тюменскую нефтеразведочную экспедицию. С 1955 года — главный инженер Тюменского нефтеразведочного треста. В 1956—1966 годах — управляющий трестом, затем управлением «Тюменьнефтегеология». Начальник главка «Главтюменьгеология» в 1966—1977 годах.

 Именно под его руководством был создан единый геологоразведочный трест, в котором были объединены геофизики, геологи и буровики. Планомерные геофизические исследования стали верным путеводителем к открытию месторождений на огромных площадях. Сочетание геофизических методов разведки с геологическими и немедленной проверкой их бурением дали реальные результаты.— В.Д. Токарев, А.П. Лидов. Эпоха Эрвье. — Москва: Сибургео, 2009. — 366 с.
21 июня 1960 года скважина № 6, пробурённая бригадой под руководством С.Н. Урусова из состава Шаимской нефтеразведочной экспедиции (начальник М.В. Шалавин), дала мощный нефтяной фонтан. Это было первое промышленное месторождение нефти в Западной Сибири.
21 марта 1961 года дала нефть мегионская скважина, пробурённая сургутской экспедицией под руководством Ф. К. Салманова. Затем последовали открытия Усть-Балыкского, Ватинского, Северо-Покуровского, Западно-Сургутского и многих других месторождений.
Первый секретарь Тюменского обкома комсомола (1966—1971) Генадий Шмаль вспоминал: когда Юрия Эрвье спросили, кого считать первооткрывателем тюменской нефти, он ответил: можно было бы назвать фамилию бурового мастера, на скважине которого была получена нефть, но «скважина — это дело случая. Но перед тем, как пробурить, должны пройти геофизики, отстрелять профиль, потом после этого геолог определяет место, где эту буровую поставить. Поэтому первооткрывателем тюменской нефти является весь коллектив тюменских геологов».
За выдающиеся успехи, достигнутые в деле открытия и разведки месторождений полезных ископаемых Р.-Ю.Г. Эрвье 29 апреля 1963 года присвоено звание Героя Социалистического Труда со вручением ордена Ленина и золотой медали «Серп и Молот».
В апреле 1964 года Юрию Георгиевичу Эрвье в числе группы учёных и специалистов была присуждена Ленинская премия «за обоснование перспектив нефтегазоносности Западно-Сибирской низменности».

…Ему было суждено создать и возглавить коллектив единомышленников, открывших гигантские месторождения углеводородов, что позволило России встать в ряд крупнейших нефтегазовых держав мира… Многие из тех, кто прошёл его школу, встали у руля тюменской геологоразведки… — В.Д. Токарев, А.П. Лидов. Эпоха Эрвье. — Москва: Сибургео, 2009. — 366 с.
Всего за время его руководства было разведано и открыто более 250 месторождений нефти и газа, в том числе уникальные месторождения нефти: Мамонтовское, Правдинское, Самотлорское, Фёдоровское, Холмогорское, и газа: Заполярное, Медвежье, Уренгойское, Ямбургское. Разведанные запасы нефти составили 10 млрд тонн, конденсата — 0,5 млрд тонн, газа — 20 трлн кубометров.

Памятник Юрию Эрвье в Тюмени

Бюст на могиле Р-Ю.Г. Эрвье на Червишевском кладбище в Тюмени

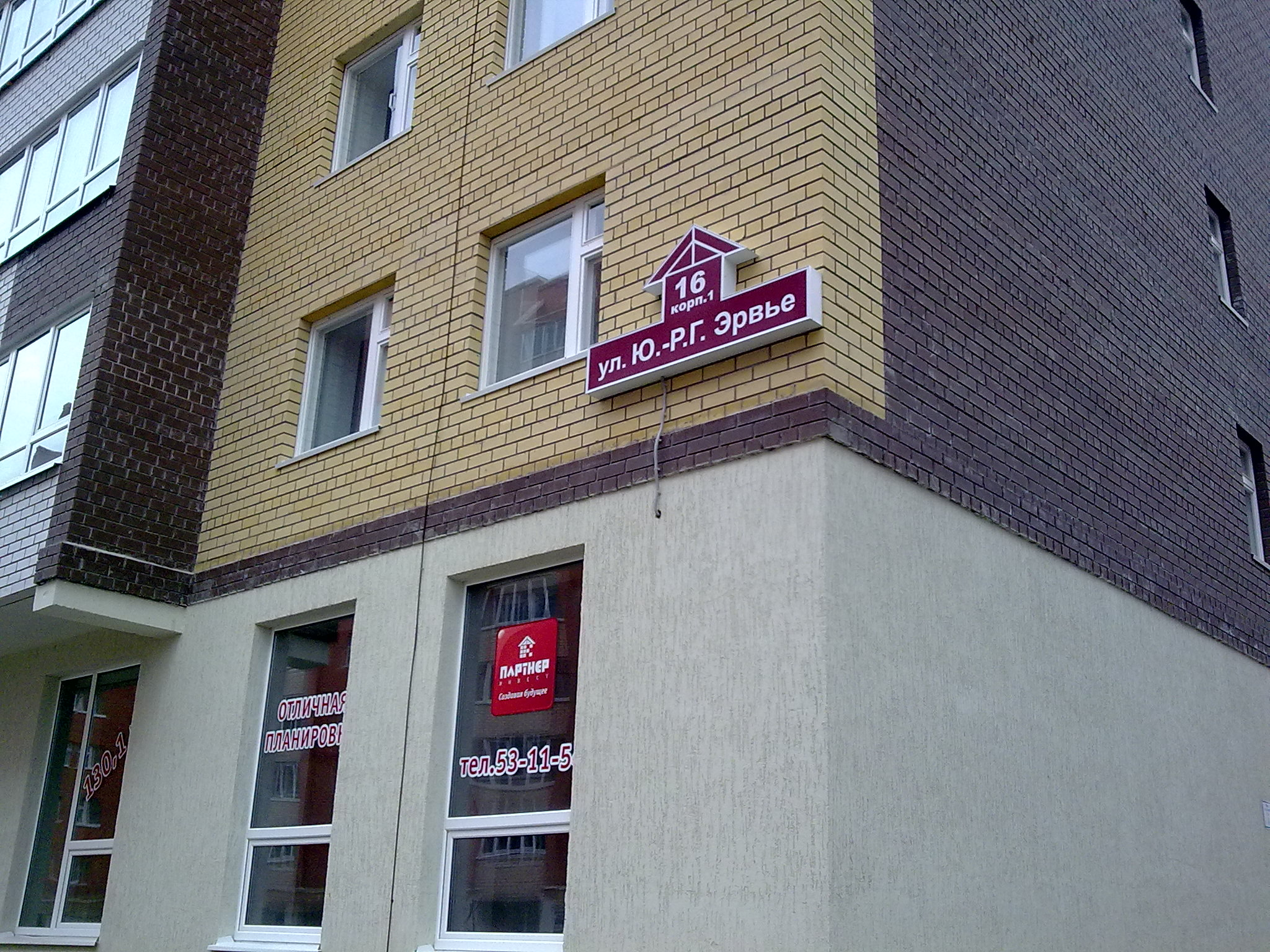
Улица Р.-Ю.Г. Эрвье в Тюмени

Большое место в работе Ю.Г. Эрвье занимали социальные проблемы геологов и их семей. Он способствовал появлению современных спортивных и культурных сооружений, таких как спорткомплекс «Геолог» и дворец культуры «Геолог», а также баз отдыха, медицинских учреждений и многого другого.
В 1977 году Юрий Эрвье был назначен заместителем министра геологии СССР. На этой должности он проработал до выхода на пенсию в 1981 году.
После его ухода такие люди, как А. Г. Быстрицкий, Ф.К. Салманов, А.М. Брехунцов, В.Т. Подшибякин, В.Д. Токарев, Л.И. Ровнин, И.Я. Гиря, А.Г. Юдин, В.А. Абазаров, с честью продолжили дело, начатое им.
16 апреля 1984 года решением исполкома Тюменского городского Совета народных депутатов за большой вклад в развитие народного хозяйства г. Тюмени, становление его как центра нефтегазодобывающего комплекса Западной Сибири Юрию Георгиевичу Эрвье присвоено звание почётного гражданина города Тюмени.
Умер 8 августа 1991 года в Москве. Похоронен, согласно завещанию, в Тюмени на Червишевском кладбище, справа от его главного входа. На могиле этого выдающегося человека установлен скромный бюст. Несмотря на то, что с момента его смерти прошло много времени, память о нём жива, и красные гвоздики у подножия памятника — лучшее свидетельство этого.

## Награды
Герой Социалистического Труда. Награждён орденами Ленина (1963, 1976), Октябрьской Революции (1971), Трудового Красного Знамени (1959, 1968), Отечественной войны 2-й степени (1985), Красной Звезды (1943), медали «За оборону Одессы», «За оборону Кавказа», «За победу над Германией в Великой Отечественной войне 1941—1945 гг.»
Лауреат Ленинской премии (1964 год) — за обоснование перспектив нефтегазоносности Западно-Сибирской низменности.
Награждён дипломом и нагрудным знаком «Первооткрыватель месторождения» (1969, Усть-Балыкское; 1974, Уренгойское; 1988, Ватьеганское). Почётный разведчик недр (1979), почётный нефтяник (1979), почётный нефтяник Тюменской области (1989), почётный гражданин города Тюмени (1984).
В 2006 году (посмертно) удостоен звания почётного гражданина Ханты-Мансийского автономного округа.

## Воспоминания современников
Об Эрвье тогда по-разному судили. Многие обижались на его строгость. Он и правда разгильдяям спуску не давал. Но вместе с тем старательных, добросовестных людей ценил, все об этом знали, ну и я, конечно, тоже. Ещё мне нравилась его смелость и как он дело ставил — твёрдо, всякому умел доказать свою правоту. А вместе с тем никогда не лебезил, говорил, что думал, даже если знал, что это не понравится. Мне кажется, очень важно, что он всегда цель видел, вот эти самые наши нефть и газ, которые сейчас так гремят [на момент 1975 года]. А у правды, говорят, крепкие ноги — рано ли, поздно ли — дойдёт. До некоторых, верно, туго доходит, но он всё равно не отступался.— Устинья Жилина, личный секретарь Юрия Эрвье

Помню, он приехал на буровую, и меня как-то сразу поразила значительность его облика. В нём не было никакой напыщенности или рисовки — пожалуй, самое большое впечатление производило именно отсутствие всякой позы. Чувствовалось, что и в радости, и в гневе, и в увлечённости всегда он оставался самим собой… За этим человеком хотелось идти, и, надо отдать ему справедливость, он умел создать людям такие условия, в которых они были просто вынуждены работать по максимуму, открывать в себе такое, о чём, возможно, раньше и не подозревали. Наверное, для любого мало-мальски способного человека это оптимальный режим, как вы думаете?— Альберт Юдин, начальник отдела геологии Главтюменьгеологии, лауреат Ленинской премии

Об Эрвье вообще разговор особый. Это руководитель высочайшего класса. Одна из самых сильных его сторон — разумное отношение к любой, даже очень сложной ситуации: он никогда не позволит себе утвердиться на какой-либо точке зрения, если не будет полностью убеждён, что она — самая правильная. Он коммунист, и подход к делу у него партийный. Никакие соображения самолюбия, авторитарности, чести мундира для него роли не играют.— Василий Бахилов, Герой Социалистического Труда

## Память
Именем Эрвье названы улица в Тюмени и благотворительный фонд российских геологов. Кроме того, по адресам Водопроводная, 36 и Республики, 55 в память о геологе установлены мемориальные доски.
14 апреля 2006 года в Тюмени, на улице Республики, у здания Главтюменьгеологии, был открыт памятник в честь Ю.Г. Эрвье. Надпись на памятнике гласит: «Эрвье Юрию Георгиевичу — благодарная Тюмень».
Самолёт Airbus A320-232 ОАО «Авиационная транспортная компания „Ямал“» государственный регистрационный опознавательный знак  VP-BHW носит имя Юрия Эрвье.
В марте 2009 года была издана книга «Эпоха Эрвье», которая посвящена одному из значимых событий геологической отрасли — столетию со дня рождения легендарного первооткрывателя, патриарха Тюменской геологоразведки Юрия Георгиевича Эрвье.
К 110-летнему юбилею геолога в июне 2019 года газонефтяное Оурьинское месторождение Югры было решено переименовать в месторождение имени Эрвье.

### Список произведений
- Сибирские горизонты: Документальное повествование. — Екатеринбург: Средне-Уральское книжное издательство, 1999. — 192 с. — 1,000 экз. — ISBN 5-7529-0726-8.